# Primera División (Paraguay)
De Liga Paraguaya is de hoogste voetbalcompetitie van Paraguay en deze competitie wordt georganiseerd door de Asociación Paraguaya de Fútbol. Twaalf clubs strijden in de Liga Paraguaya om de landstitel.
Het eerste landskampioenschap van Paraguay werd gespeeld in 1906. Vanaf 1941 was de Liga Paraguaya een profcompetitie. Sinds 2008 is de Liga Paraguaya verdeeld in twee seizoenshelften, de Apertura en de Clausura. Elke seizoenshelft levert een winnaar op en aan het eind van het seizoen spelen beide winnaars tegen elkaar om de landstitel. Wanneer een club beide seizoenshelften wint, is het automatisch landskampioen.

## Titels per club
| Club             | Stad        | Titels | Seizoenen |
| ---------------- | ----------- | ------ | --- |
| Olimpia          | Asuncion    | 46     | 1912, 1914, 1916, 1925, 1927, 1928, 1929, 1931, 1936, 1937, 1938, 1947, 1948, 1956, 1957, 1958, 1959, 1960, 1962, 1965, 1968, 1971, 1975, 1978, 1979, 1980, 1981, 1982, 1983, 1985, 1988, 1989, 1993, 1995, 1997, 1998, 1999, 2000, 2011 Clausura, 2015 Clausura, 2018 Apertura, 2018 Clausura, 2019 Apertura, 2019 Clausura, 2020 Clausura, 2022 Clausura |
| Cerro Porteño    | Asuncion    | 34     | 1913, 1915, 1918, 1919, 1935, 1939, 1940, 1941, 1944, 1950, 1954, 1961, 1963, 1966, 1970, 1972, 1973, 1974, 1977, 1987, 1990, 1992, 1994, 1996, 2001, 2004, 2005, 2009 Apertura, 2012 Apertura, 2013 Clausura, 2015 Apertura, 2017 Clausura, 2020 Apertura, 2021 Clausura                                                                                  |
| Club Libertad    | Asuncion    | 23     | 1910, 1917, 1920, 1930, 1943, 1945, 1955, 1976, 2002, 2003, 2006 Apertura, 2007 Clausura, 2008 Apertura, 2008 Clausura, 2010 Clausura, 2012 Clausura, 2014 Apertura, 2014 Clausura, 2016 Apertura, 2017 Apertura, 2021 Apertura, 2022 Apertura, 2023 Apertura                                                                                              |
| Club Guaraní     | Asuncion    | 11     | 1906, 1907, 1921, 1923, 1949, 1964, 1967, 1969, 1984, 2010 Apertura, 2016 Clausura |
| Club Nacional    | Asuncion    | 9      | 1909, 1911, 1924, 1926, 1942, 1946, 2009 Clausura, 2011 Apertura, 2013 Apertura |
| Sol de América   | Villa Elisa | 2      | 1986, 1991 |
| Sportivo Luqueño | Luque       | 2      | 1951, 1953 |
| Presidente Hayes | Asuncion    | 1      | 1952 |

## Historisch overzicht
- Met tussen haakjes het aantal behaalde landstitels.

| Seizoen                | Winnaar                                     | Duels                                       | goals                                       | gem.                                        |
| Amateur tijdperk       | Amateur tijdperk                            | Amateur tijdperk                            | Amateur tijdperk                            | Amateur tijdperk                            |
| ---------------------- | ------------------------------------------- | ------------------------------------------- | ------------------------------------------- | ------------------------------------------- |
| 1906                   | Guaraní (1)                                 |                                             |                                             |                                             |
| 1907                   | Guaraní (2)                                 |                                             |                                             |                                             |
| 1908                   | Geen competitie gehouden                    | Geen competitie gehouden                    | Geen competitie gehouden                    | Geen competitie gehouden                    |
| 1909                   | Nacional (1)                                |                                             |                                             |                                             |
| 1910                   | Libertad (1)                                |                                             |                                             |                                             |
| 1911                   | Nacional (2)                                |                                             |                                             |                                             |
| 1912                   | Olimpia (1)                                 |                                             |                                             |                                             |
| 1913                   | Cerro Porteño (1)                           |                                             |                                             |                                             |
| 1914                   | Olimpia (2)                                 |                                             |                                             |                                             |
| 1915                   | Cerro Porteño (2)                           |                                             |                                             |                                             |
| 1916                   | Olimpia (3)                                 |                                             |                                             |                                             |
| 1917                   | Libertad (2)                                |                                             |                                             |                                             |
| 1918                   | Cerro Porteño (3)                           |                                             |                                             |                                             |
| 1919                   | Cerro Porteño (4)                           |                                             |                                             |                                             |
| 1920                   | Libertad (3)                                |                                             |                                             |                                             |
| 1921                   | Guaraní (3)                                 |                                             |                                             |                                             |
| 1922                   | Geen competitie vanwege burgeroorlog        | Geen competitie vanwege burgeroorlog        | Geen competitie vanwege burgeroorlog        | Geen competitie vanwege burgeroorlog        |
| 1923                   | Guaraní (4)                                 |                                             |                                             |                                             |
| 1924                   | Nacional (3)                                |                                             |                                             |                                             |
| 1925                   | Olimpia (4)                                 |                                             |                                             |                                             |
| 1926                   | Nacional (4)                                |                                             |                                             |                                             |
| 1927                   | Olimpia (5)                                 |                                             |                                             |                                             |
| 1928                   | Olimpia (6)                                 |                                             |                                             |                                             |
| 1929                   | Olimpia (7)                                 |                                             |                                             |                                             |
| 1930                   | Libertad (4)                                |                                             |                                             |                                             |
| 1931                   | Olimpia (8)                                 |                                             |                                             |                                             |
| 1932–1934              | Geen toernooi gehouden vanwege Chaco-oorlog | Geen toernooi gehouden vanwege Chaco-oorlog | Geen toernooi gehouden vanwege Chaco-oorlog | Geen toernooi gehouden vanwege Chaco-oorlog |
| Professioneel tijdperk |                                             |                                             |                                             |                                             |
| 1935                   | Cerro Porteño (5)                           |                                             |                                             |                                             |
| 1936                   | Olimpia (9)                                 |                                             |                                             |                                             |
| 1937                   | Olimpia (10)                                |                                             |                                             |                                             |
| 1938                   | Olimpia (11)                                |                                             |                                             |                                             |
| 1939                   | Cerro Porteño (6)                           |                                             |                                             |                                             |
| 1940                   | Cerro Porteño (7)                           |                                             |                                             |                                             |
| 1941                   | Cerro Porteño (8)                           |                                             |                                             |                                             |
| 1942                   | Nacional (5)                                |                                             |                                             |                                             |
| 1943                   | Libertad (5)                                |                                             |                                             |                                             |
| 1944                   | Cerro Porteño (9)                           |                                             |                                             |                                             |
| 1945                   | Libertad (6)                                |                                             |                                             |                                             |
| 1946                   | Nacional (6)                                |                                             |                                             |                                             |
| 1947                   | Olimpia (12)                                |                                             |                                             |                                             |
| 1948                   | Olimpia (13)                                |                                             |                                             |                                             |
| 1949                   | Guaraní (5)                                 |                                             |                                             |                                             |
| 1950                   | Cerro Porteño (10)                          |                                             |                                             |                                             |
| 1951                   | Club Sportivo Luqueño (1)                   |                                             |                                             |                                             |
| 1952                   | Presidente Hayes (1)                        |                                             |                                             |                                             |
| 1953                   | Club Sportivo Luqueño (2)                   |                                             |                                             |                                             |
| 1954                   | Cerro Porteño (11)                          |                                             |                                             |                                             |
| 1955                   | Libertad (7)                                |                                             |                                             |                                             |
| 1956                   | Olimpia (14)                                |                                             |                                             |                                             |
| 1957                   | Olimpia (15)                                |                                             |                                             |                                             |
| 1958                   | Olimpia (16)                                |                                             |                                             |                                             |
| 1959                   | Olimpia (17)                                |                                             |                                             |                                             |
| 1960                   | Olimpia (18)                                |                                             |                                             |                                             |
| 1961                   | Cerro Porteño (12)                          |                                             |                                             |                                             |
| 1962                   | Olimpia (19)                                |                                             |                                             |                                             |
| 1963                   | Cerro Porteño (13)                          |                                             |                                             |                                             |
| 1964                   | Guaraní (6)                                 |                                             |                                             |                                             |
| 1965                   | Olimpia (20)                                |                                             |                                             |                                             |
| 1966                   | Cerro Porteño (14)                          |                                             |                                             |                                             |
| 1967                   | Guaraní (7)                                 |                                             |                                             |                                             |
| 1968                   | Olimpia (21)                                |                                             |                                             |                                             |
| 1969                   | Guaraní (8)                                 |                                             |                                             |                                             |
| 1970                   | Cerro Porteño (15)                          |                                             |                                             |                                             |
| 1971                   | Olimpia (22)                                |                                             |                                             |                                             |
| 1972                   | Cerro Porteño (16)                          |                                             |                                             |                                             |
| 1973                   | Cerro Porteño (17)                          |                                             |                                             |                                             |
| 1974                   | Cerro Porteño (18)                          |                                             |                                             |                                             |
| 1975                   | Olimpia (23)                                |                                             |                                             |                                             |
| 1976                   | Libertad (8)                                |                                             |                                             |                                             |
| 1977                   | Cerro Porteño (19)                          |                                             |                                             |                                             |
| 1978                   | Olimpia (24)                                |                                             |                                             |                                             |
| 1979                   | Olimpia (25)                                |                                             |                                             |                                             |
| 1980                   | Olimpia (26)                                |                                             |                                             |                                             |
| 1981                   | Olimpia (27)                                |                                             |                                             |                                             |
| 1982                   | Olimpia (28)                                |                                             |                                             |                                             |
| 1983                   | Olimpia (29)                                |                                             |                                             |                                             |
| 1984                   | Guaraní (9)                                 |                                             |                                             |                                             |
| 1985                   | Olimpia (30)                                |                                             |                                             |                                             |
| 1986                   | Sol de América (1)                          |                                             |                                             |                                             |
| 1987                   | Cerro Porteño (20)                          |                                             |                                             |                                             |
| 1988                   | Olimpia (31)                                |                                             |                                             |                                             |
| 1989                   | Olimpia (32)                                |                                             |                                             |                                             |
| 1990                   | Cerro Porteño (21)                          |                                             |                                             |                                             |
| 1991                   | Sol de América (2)                          |                                             |                                             |                                             |
| 1992                   | Cerro Porteño (22)                          |                                             |                                             |                                             |
| 1993                   | Olimpia (33)                                |                                             |                                             |                                             |
| 1994                   | Cerro Porteño (23)                          |                                             |                                             |                                             |
| 1995                   | Olimpia (34)                                |                                             |                                             |                                             |
| 1996                   | Cerro Porteño (24)                          |                                             |                                             |                                             |
| 1997                   | Olimpia (35)                                |                                             |                                             |                                             |
| 1998                   | Olimpia (36)                                |                                             |                                             |                                             |
| 1999                   | Olimpia (37)                                |                                             |                                             |                                             |
| 2000                   | Olimpia (38)                                |                                             |                                             |                                             |
| 2001                   | Cerro Porteño (25)                          |                                             |                                             |                                             |
| 2002                   | Libertad (9)                                |                                             |                                             |                                             |
| 2003                   | Libertad (10)                               |                                             |                                             |                                             |
| 2004                   | Cerro Porteño (26)                          |                                             |                                             |                                             |
| 2005                   | Cerro Porteño (27)                          |                                             |                                             |                                             |
| 2006                   | Libertad (11)                               | 222                                         | 634                                         | 2,87                                        |
| 2007                   | Libertad (12)                               | 264                                         | 672                                         | 2,55                                        |
| 2008                   | Apertura: Libertad (13)                     | 132                                         | 392                                         | 2,97                                        |
| 2008                   | Clausura: Libertad (14)                     | 132                                         | 341                                         | 2,58                                        |
| 2009                   | Apertura: Cerro Porteño (28)                | 132                                         | 326                                         | 2,47                                        |
| 2009                   | Clausura: Nacional (7)                      | 132                                         | 314                                         | 2,38                                        |
| 2010                   | Apertura: Guaraní (10)                      | 132                                         | 342                                         | 2,59                                        |
| 2010                   | Clausura: Libertad (15)                     | 132                                         | 325                                         | 2,46                                        |
| 2011                   | Apertura: Nacional (8)                      | 132                                         | 319                                         | 2,42                                        |
| 2011                   | Clausura: Olimpia (39)                      | 132                                         | 369                                         | 2,80                                        |
| 2012                   | Apertura: Cerro Porteño (29)                | 132                                         | 355                                         | 2,69                                        |
| 2012                   | Clausura: Libertad (16)                     | 132                                         | 339                                         | 2,57                                        |
| 2013                   | Apertura: Nacional (9)                      | 132                                         | 351                                         | 2,66                                        |
| 2013                   | Clausura: Cerro Porteño (30)                | 132                                         | 362                                         | 2,74                                        |
| 2014                   | Apertura: Libertad (17)                     | 132                                         | 385                                         | 2,92                                        |
| 2014                   | Clausura: Libertad (18)                     | 132                                         | 341                                         | 2,58                                        |
| 2015                   | Apertura: Cerro Porteño (31)                | 132                                         | 372                                         | 2,82                                        |
| 2015                   | Clausura: Olimpia (40)                      | 132                                         | 383                                         | 2,90                                        |
| 2016                   | Apertura: Libertad (19)                     | 132                                         | 433                                         | 3,28                                        |
| 2016                   | Clausura: Guaraní (11)                      | 132                                         | 354                                         | 2,68                                        |

## Scheidsrechters
Bijgaand een overzicht van Paraguayaanse scheidsrechters die niet alleen actief zijn of waren in de Liga Paraguaya, maar daarnaast ook internationale wedstrijden leiden of hebben geleid.
- Carlos Amarilla
- Ubaldo Aquino
- Antonio Arias
- Felix Benegas
- Rubén Cabrera
- Enrique Cáceres
- Wilfredo Cáceres
- Juan Escobar
- Sabino Fariña
- Carlos Galeano

- Epifanio González
- Roberto González
- Gabriel González
- Ricardo Grance
- Atilio Invernizzi
- Benito Lugo
- Carlos Maciel
- Asterio Martínez
- Sergio Melgarejo
- Ulises Mereles

- Bonifacio Núñez
- Héctor Ortíz
- Rodolfo Pérez
- Julio Quintana
- Hugo Sosa
- Carlos Torres
- Robert Troxler
- Marcos Rojas
- José Romei

1906 · 1907 · 1908  · 1909 · 1910 · 1911 · 1912 · 1913 · 1914 · 1915 · 1916 · 1917 · 1918 · 1919 · 1920 · 1921 · 1922  · 1923 · 1924 · 1925 · 1926 · 1927 · 1928 · 1929 · 1930 · 1931 · 1932 · 1933 · 1934  · 1935 · 1936 · 1937 · 1938 · 1939 · 1940 · 1941 · 1942 · 1943 · 1944 · 1945 · 1946 · 1947 · 1948 · 1949 · 1950 · 1951 · 1952 · 1953 · 1954 · 1955 · 1956 · 1957 · 1958 · 1959 · 1960 · 1961 · 1962 · 1963 · 1964 · 1965 · 1966 · 1967 · 1968 · 1969 · 1970 · 1971 · 1972 · 1973 · 1974 · 1975 · 1976 · 1977 · 1978 · 1979 · 1980 · 1981 · 1982 · 1983 · 1984 · 1985 · 1986 · 1987 · 1988 · 1989 · 1990 · 1991 · 1992 · 1993 · 1994 · 1995 · 1996 · 1997 · 1998 · 1999 · 2000 · 2001 · 2002 · 2003 · 2004 · 2005 · 2006 · 2007 · 2008 · 2009 · 2010 · 2011 · 2012 · 2013 · 2014 · 2015 · 2016 · 2017 · 2018 · 2019 · 2020 · 2021 · 2022 · 2023